# Посольство України в Сирії
Посольство України в Сирії — дипломатична місія України в Сирії, знаходилося в Дамаску (2000—2016).

## Завдання
Основне завдання Посольства України в Дамаску — представляти інтереси України, сприяти розвиткові політичних, економічних, культурних, наукових та інших зв'язків, а також захищати права та інтереси громадян і юридичних осіб України, які перебувають на території Сирії.
Посольство сприяє розвитку співробітництва між Україною і Сирією з метою забезпечення гармонійного розвитку відносин, а також контактів з питань, що становлять взаємний інтерес. Посольство виконує також консульські функції.

## Історія українсько-сирійських дипломатичних відносин
Історія українсько-сирійських відносин починається з 8 травня 1923 року коли уряд УНР призначив киянина Олексія Боголюбського почесним консулом УНР в місті Дамаск.
Сирійська Арабська Республіка визнала незалежність України 28 грудня 1991 року. 31 березня 1992 року було встановлено дипломатичні відносини між Україною та Сирією. 1993 року Верховна Рада України ухвалила рішення про відкриття Посольства України в Сирії. У лютому 2000 року розпочало діяльність Посольство України в Сирії. 25 квітня 2005 року в Києві офіційно розпочало роботу Посольство Сирії в Україні.
У зв'язку із злочинами режиму Башара Асада проти сирійського народу, українська сторона закрила посольство України в Дамаску у 2016 році, а також в 2018 році посольство Сирії в Києві. Захист інтересів українців в Сирії здійснює Посольство України в Лівані.
30 червня 2022 року, після визнання Сирією терористичних угруповань «ЛНР» та «ДНР» окремими державами, Україна оголосила, що розриває дипломатичні відносини з Сирією, запроваджує торговельне ембарго та інші економічні санкції щодо сирійських юридичних та фізичних осіб.
30 грудня 2024 року Міністр закордонних справ України Андрій Сибіга та фактичний лідер Сирії Абу Мухаммад аль-Джулані зустрілися в Дамаску, де обговорили шляхи відновлення двосторонніх відносин між Україною та Сирією.

## Керівники дипломатичної місії
1. Тимчасовий повірений Камишев Сергій Олексійович (1998—1999)
2. Посол Микитенко Євген Олегович (1999—2002)
3. Посол Коваль Володимир Олександрович (2002—2006)
4. Посол Семенець Олег Євгенович (2008—2011)
5. Тимчасовий повірений Жупєєв Євген Ігорович (2011 — січень 2014)
6. Тимчасовий повірений Джиджора Володимир Григорович (січень 2014 — січень 2017)

## Почесне генеральне консульство України в Алеппо
Почесний генеральний консул України в Алеппо Тамер Альтунсі.
- Адреса: Алеппо, Хайсабіль, вул. Аль-Табарі, буд. Марашлі, поштова скринька 16253

Почесне генеральне консульство тимчасово не працює з огляду на безпекову ситуацію в Алеппо.